# Grömbach
Grömbach település Németországban, azon belül Baden-Württembergben. Lakosainak száma 632 fő (2023. december 31.).

## Népesség
A település népessége az elmúlt években az alábbi módon változott:
| Lakosok száma | 481  | 619  | 633  | 608  | 618  | 632  |
|               | 1975 | 2017 | 2019 | 2021 | 2022 | 2023 |